# Джеф Скот Сото
Джеф Скот Сото (на английски: Jeff Scott Soto) (р. 4 ноември 1965 г. Бруклин, Ню Йорк) е американски рок певец, известен с участието си в първите албуми на Ингви Малмстийн. След това през 2006 – 2007 пее с Джърни на турнето им, тъй като Стийв Огри напуска групата по здравословни причини. Стилът на Сото е типичен за хевиметъл вокалистите от 1980-те години, но освен това е силно повлиян от класически соул певци като Сам Кук, а и рок певци като Стийв Пери от Джърни и Фреди Меркюри от Куийн.

## Кариера
През годините Сото е участвал в много групи, като най-известните от тях са Аксел Руди Пел, Talisman (Талисман), Takara (Такара), Kryst The Conqueror (Крист Дъ Конкуерър) и Redlist (Редлист). Освен това пее беквокали в няколко албума на Лита Форд, Фреди Фредериксен, Steelheart (Стийлхарт), Stryper (Страйпър) и много други. Участва заедно със Зак Уайълд и Майкъл Матиевич (от Steelheart) в Steel Dragon (Стийл Драгън) в саундтрака към филма „Рок звезда“. Освен това е издал и няколко соло албума.
Едно от най-интересните участия в резултат от изпълнение на Джеф е през 2000 г., на годишното Събрание на кралицата във Великобритания. Джеф поддържал връзка с Брайън Мей и му бил изпратил няколко песни. Последвало писмо от Брайън, в което изявявал желание да работят заедно някой ден. Месец след това на Събранието на кралицата двамата изпълняват Dragon Attack. След тази изява приятелствто им се затвърждава и Сото печели много фенове от редижите на Queen със серия от участия SAS Band – страничен проект на късния пианист на Queen Спайк Едни.
През 2006 г. Сото заменя Стийв Огри в Journey, тъй като той заболява от инфекция на гърлото и му се налага да прекъсне концертите. На 19 декември на официалния сайт на групата Сото е обявен официално за техен член. На 12 юни обаче на сайта се появява съобщение, че Джеф е освободен от групата. Въпреки че феновете на Сото за подразнени от това, певецът заявява: „Очаквах дълга и плодотворна кариера с тези момчета, но те явно търсеха нещо различно от това, което можех да им предложа. Няма лоши чувства, те най-добре знаят как да запазят звученето си. Желая им всичко най-хубаво, но сега е време да продължа моя собствен път“.
През 2008 г. концертира с Trans Siberian Orchestra (Транс Сайбериън Орчестра), а през февруари 2009 г., излезе последния му албум Beautiful Mess.

## Дискография

### СИнгви Малмстийн
- 1984 – Rising Force
- 1985 – Marching Out
- 1996 – Inspiration

### Panther
- 1986 – Panther

### Talisman
- 1990 – „Talisman“
- 1993 – „Genesis“
- 1994 – Humanimal Part II
- 1994 – Humanimal
- 1994 – „Five out of Five (Live in Japan)“ (на живо)
- 1995 – „Life“
- 1996 – „Best of... (Compilation, different from above)“ (компилация)
- 1996 – BESTerious (компилация)
- 1998 – Truth"
- 2001 – Talisman Live SRF (на живо)
- 2003 – Cats and Dogs
- 2005 – Five Men Live" (на живо)
- 2006 – 7

#### Сингли с Talisman
- Just Between Us (1990)
- I'll be Waiting (1990)
- I'll be Waiting (1990)
- Mysterious (This Time is Serious) (1993)
- Time after Time (1993)
- Doing Time With My Baby (1994)
- Colour My XTC (1994)
- Todo y Todo (1994)
- All + All (1994)
- Frozen (1995)
- Crazy (1998)

### СTakara
- 1993 – Eternal Faith
- 1995 – Taste of Heaven
- 1998 – „Eternity: Best of 93 - 98“ (компилация)
- 1998 – Blind in Paradise

### С Human Clay
- 1996 – Human Clay
- 1997 – u4ia
- 2003 – Closing the Book on Human Clay

### САксел Руди Пел
- 1992 – Eternal Prisoner
- 1993 – The Ballads
- 1994 – Between the Walls
- 1995 – Made in Germany (на живо)
- 1996 – Black Moon Pyramid
- 1997 – Magic

### СHumanimal
- 2002 – Humanimal
- 2002 – Find My Way Home E.P.

### Соло албуми
- 1994 – Love Parade
- 2002 – Holding On (EP)
- 2002 – Prism
- 2003 – JSS Live at the Gods (на живо)
- 2004 – Believe in Me (EP)
- 2004 – Lost In The Translation
- 2006 – Essential Ballads
- 2009 – Beautiful Mess

### Основни вокали с други изпълнители
- 1988 – Kuni – „Lookin' For Action“
- 1989 – Kryst the Conqueror – Deliver Us From Evil (запсан под името Крист Завоевателя)
- 1990 – Eyes – Eyes
- 1991 – Skrapp Mettle – Sensitive
- 1993 – Biker Mice From Mars – Original Soundtrack
- 1993 – Eyes – Windows Of The Soul
- 1994 – Гари Шът – Sentimetal
- 1997 – The Boogie Knights – Welcome To The Jungle Boogie
- 2001 – Steel Dragon – „Рок звезда – саундтрак“
- 2004 – Edge of Forever – Feeding The Fire
- 2005 – Soul Sirkus – World Play
- 2007 – Redlist – Ignorance
- 2007 – Джордж Салан – Chronicles of an Evolution
- 2007 – Tempestt – „Bring'em on“
- 2008 – We Wish You A Metal Christmas